# Quadriciclo motorizado

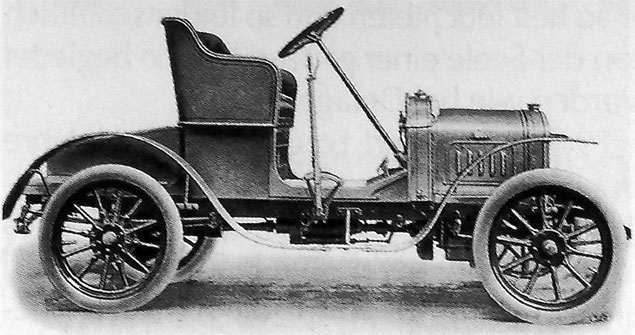
Uma voiturette ou quadriciclo motorizado da Delage de 1906

O termo quadriciclo motorizado ou simplesmente quadriciclo, designa também, categorias de microcarros de quatro rodas na Europa, para os quais, na maioria dos países, não há exigência de licença para dirigir. As características técnicas não cumprem a norma europeia para um automóvel de passageiros – em particular quanto às normas de segurança: ausência de obrigatoriedade de ABS, airbag, ESP, sistema de monitorização da pressão dos pneus ou proteção contra choques.

## Origens

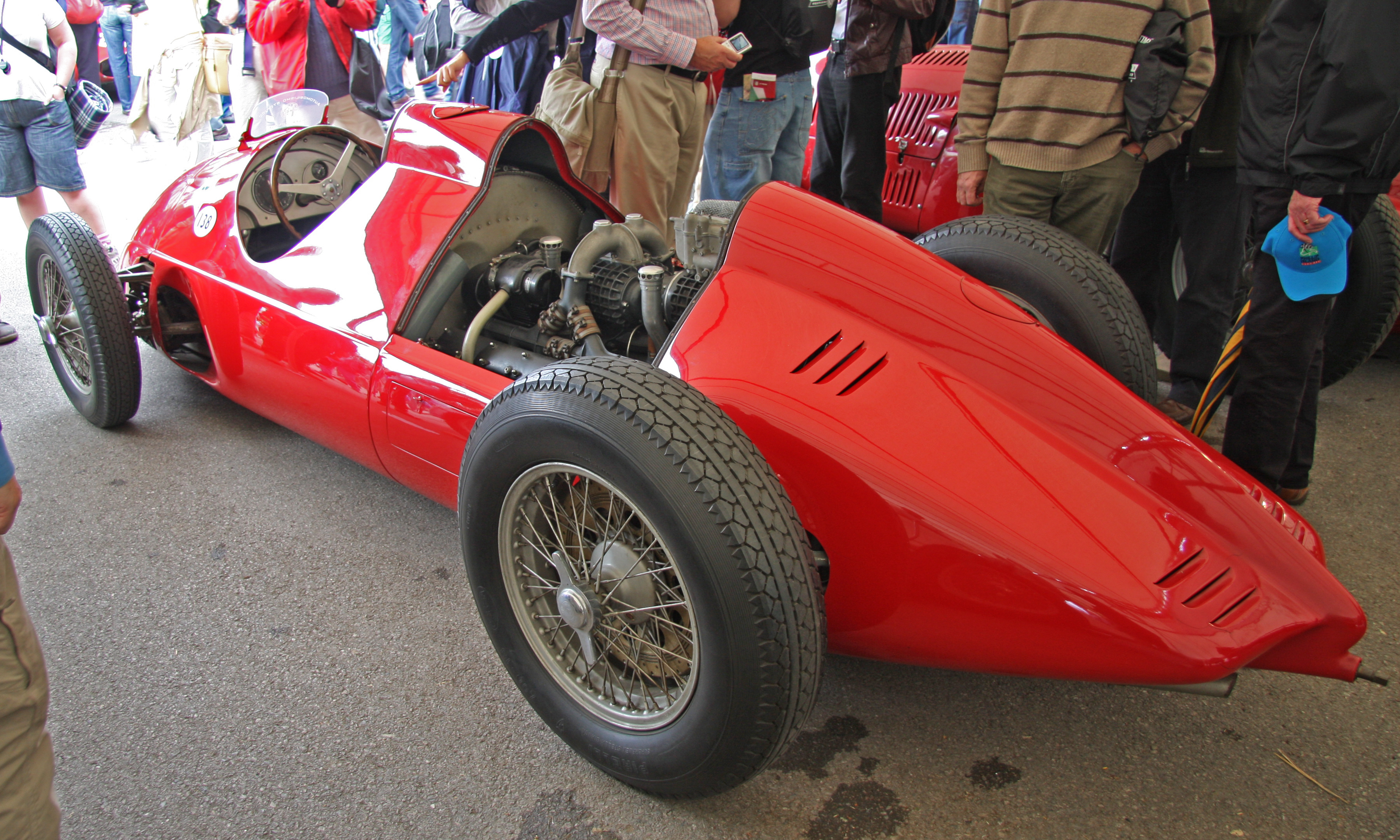
Uma voiturette de competição de 1940

Em suas origens, eram designados na França como: voiture sans permis ou voiturette, veículos de três ou quatro rodas, para os quais não havia exigência de licença (ou permissão permis) para dirigir.

## Utilização
Entre 1930 e o final de 1947, o termo "voiturette" designava uma categoria de carros de corrida que passou a ser chamada de Fórmula 2 em 1948.

## Sinônimos e assemelhados
- Ciclocarro
- Microcarro
- Kei car

## Legislação
Na Europa, a regulamentação europeia foi definida pela Diretiva 2002/24/CE, que vigorou até 31 de dezembro de 2015, e pelo Regulamento (UE) n.º 168/2013, de 15 de janeiro de 2013.
O regulamento europeu prevê uma classificação de quadriciclos, para as duas categorias principais: quadriciclo ligeiro (L6e) e quadriciclo pesado (L7e):
- L6e: Quadriciclo ligeiro composto por quatro rodas e modo de propulsão, com velocidade máxima inferior a 45 km/h, massa inferior a 425 quilogramas e não mais de dois bancos.
  - L6e-B: Quadriciclo ligeiro, constituído por um cockpit fechado acessível por no máximo três portas, com potência inferior a 6.000 watts, subdividido em duas subcategorias: o L6e-BP para o transporte de passageiros e o L6e-BU para o transporte de mercadorias.
  - L6e-A: Quadriciclo rodoviário leve, com potência inferior a 4.000 watts, não sendo um quadriciclo ligeiro (L6eb).
- L7e: Quadriciclo pesado composto por quatro rodas e modo de propulsão com massa inferior a 450 kg para transporte de passageiros e 600 kg para transporte de mercadorias.
  - L7e-A: Motoquatro rodoviário pesado, projetado exclusivamente para o transporte de passageiros e com potência inferior a 15 kW.
  - L7e-B: Motoquatro todo-o-terreno pesado, com distância ao solo superior a 180 milímetros.
  - L7e-C: Quadrimóvel pesado, potência contínua máxima inferior a 15 kW e velocidade máxima de construção inferior a 90 km/h, e compartimento de passageiros fechado acessível a partir de um máximo de três portas.

- Um quadriciclo motorizado Ligier Nova.
- Um quadriciclo motorizado Grecav EKE da categoria L6e.
- Um quadriciclo motorizado Renault Twizy da categoria L7e.

### Cartas de condução europeias
A Diretiva 2006/126/EC do Parlamento Europeu e do Conselho de 20 dezembro  de  2006 sobre cartas de condução define categorias, definições e idades mínimas carta de condução para quadriciclos.
A licença de ciclomotor (AM) pode ser utilizada para conduzir quadriciclos ligeiros conforme definido na antiga directiva 2002/24/CE. Só é reconhecido a nível europeu para maiores de 16 anos de idade.
A licença da categoria B1 é específica para quadriciclos, definida na diretiva 2002/24/EC. Só é reconhecido a nível europeu para maiores de 16 anos. Nos estados onde a licença B1 não existe, é necessária uma licença B.

### França
Nos quadriciclos a colocação da chapa de matrícula é obrigatória apenas na parte traseira do veículo (é opcional na frente).
Quadriciclos ligeiros e até mesmo quadriciclos pesados são estritamente proibidos de circular nas autoestradas e Vias Reservadas a Automóveis e Motociclos na França (incluindo o Boulevardpériphérique de Paris).
A retirada da Carta de Condução também proíbe a condução de quadriciclos motorizados pesados. A condução de quadriciclos ligeiros com motor continua, no entanto, autorizada, salvo decisão judicial contrária.
Desde novembro de 2014, a França adotou legislação europeia sobre a condução de veículos sem carta. Assim é possível dirigir a partir dos 14 anos de idade.
O seguro para quadriciclos é obrigatório na França

### Bélgica
Os regulamentos belgas são muito semelhantes aos regulamentos franceses. Como os regulamentos franceses, os regulamentos belgas respondem à diretiva 2002/24/CE que diferencia os quadriciclos leves (categoria L6e) que não exigem uma licença e os quadriciclos pesados (categoria L7e) que exigem licença.
Na Bélgica, a legislação que responde à antiga diretiva prevê dois regulamentos diferentes para quadriciclos, dependendo de sua categoria.
Na Bélgica é considerado quadriciclo ligeiro, de acordo com a antiga directiva, qualquer veículo a motor de quatro rodas cuja massa sem carga seja inferior ou igual a 350 kg, cuja velocidade máxima por construção não exceda 45 km/h, com uma potência inferior a 50 cm3 ou 4 kW. Para estes quadriciclos é necessária a posse da carta AM.

### Alemanha
A Alemanha desenvolveu o conceito de Leichtelektromobil (LEM) que são quadriciclos elétricos, categoria L6e ou L7e, mas em versão elétrica.
Os LEMs têm a vantagem de consumir menos energia devido à sua massa menor. Assim, o Renault Twizy consome 8 kWh/100 km, o Nissan Leaf 16 kWh/100 km e o Volkswagen Golf com motor de combustão interna 50 kWh/100 km.

### Noruega
Na Noruega, um quadriciclo pode ser estacionado perpendicularmente à estrada em uma vaga para motocicletas.

### Segurança
De acordo com o Euro NCAP, os quadriciclos assemelham-se aos veículos de passageiros, sem beneficiar dos condicionalismos regulamentares relativos à segurança. Os quadriciclos recebem apenas uma ou duas estrelas, enquanto um carro da categoria M1 receberia 5

## Construtores em atividade
- Aixam
- Mega
- Bellier
- Casalini
- Chatenet
- SECMA
- Bénéteau
- Ligier
- Microcar
- Renault
- Grecav